# Lamin Sanneh
Lamin Sanneh, född 24 maj 1942 i Janjanbureh i Gambia, död 6 januari 2019 i USA, var en gambiansk-amerikansk religionshistoriker, professor vid Missions and World Christianity vid Yale Divinity School och professor i historia vid Yale University. Han har skrivit böcker om kristen mission, om mötet mellan kristendom och islam samt självbiografin Summoned from the Margin: Homecoming of an African (Wm. B. Eerdmans Publishing Company, 2012).